# Red Dog: Superior Firepower
Red Dog: Superior Firepower ist ein Videospiel, welches im Jahr 2000 für die Dreamcast erschienen ist. Es wurde von Argonaut Games, PLC and Crave Entertainment entwickelt.

## Handlung
Nach drei Jahren Aufenthalt im Erdorbit wurden die Haak, eine außerirdische Spezies, auf die Erde eingeladen. Das Erdenkonzil und die Haak hatten hierfür eine Friedensvereinbarung abgeschlossen, welche sieben Jahre bestehen sollte.
Allerdings liefen die Dinge aus dem Ruder; mit einigen menschlichen Siedlungen, in deren Nähe sich die Haak niedergelassen haben, konnte plötzlich kein Kontakt mehr aufgenommen werden. Drei Einsatzteams, die diesen Umstand untersuchen sollten, kamen nicht wieder zurück. Es bahnt sich ein Krieg an, und der Spieler übernimmt hierbei die Rolle des Kommandanten eines Red Dog-Kampfvehikels.

## Spielinhalte
Das Spiel besteht aus sechs Einzelspielermissionen, sieben Challenge-Missionen sowie verschiedenen Modi und Karten im Multiplayermodus.